# Шуйская (станция)
Шу́йская (фин. Suoju) — промежуточная железнодорожная станция Октябрьской железной дороги на 422,61 км Мурманской железной дороги.

## Общие сведения
Станция расположена в одноимённом населённом пункте Шуйского сельского поселения Прионежском районе Республики Карелия. К станции примыкают два однопутных перегона: Шуйская — Лучевой в чётном направлении и Шуйская — Блокпост 417 км в нечётном направлении. В 1 км от станции, параллельно путям железной дороги, проходит трасса Кола.

На станции ведётся грузовая работа: ООО «Прагаматика» и ООО «Падаслес» отправляют лесоматериалы на экспорт в Финляндию через пограничный переход Вяртсиля.

## История
Первоначальное наименование станции было Шуя. В период финской оккупации с 1941 по 1944 годы все станции и остановочные пункты Олонецкого перешейка получили финские наименования. Станция Шуйская получила название Suoju.
По состоянию на 2019 год на станции сохранятся здание старого вокзала.

## Пассажирское сообщение
По состоянию на 2025 год по станции проходит ежедневно одна пара электропоездов сообщением «Медвежья Гора — Петрозаводск-Пасс. — Медвежья Гора», а также электричка «Кондопога — Ладва».

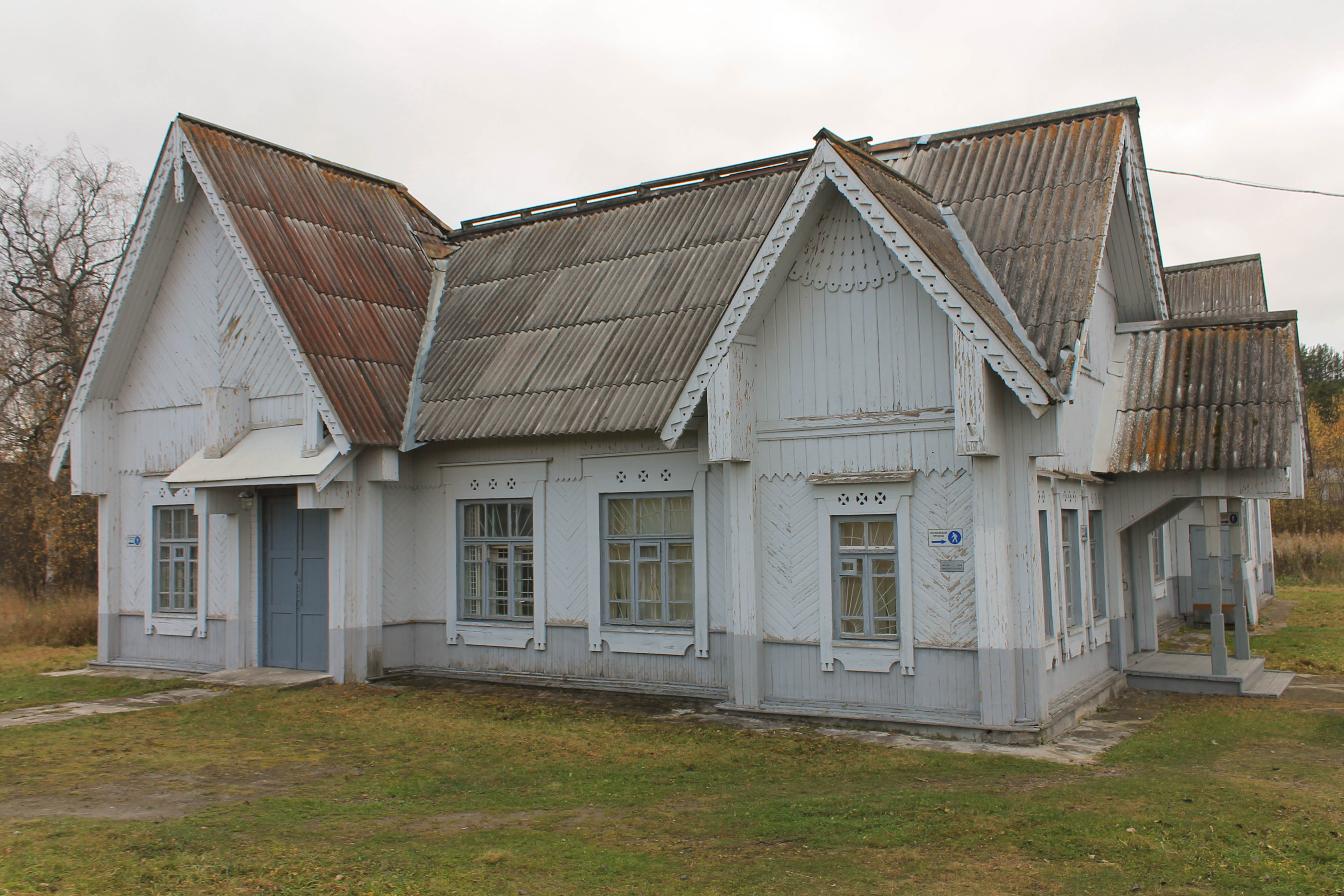
Станционное здание (2020 год)
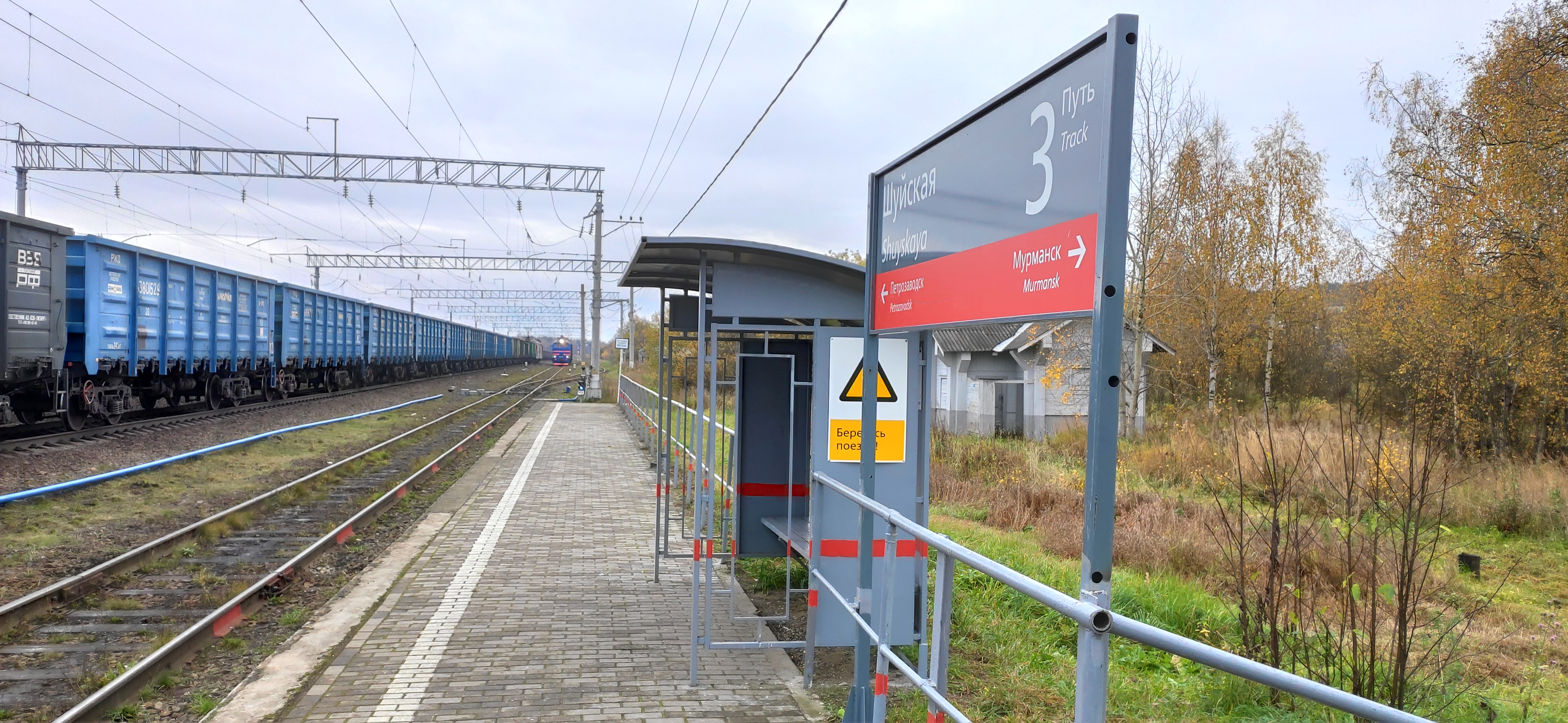
Платформа и пассажирский павильон
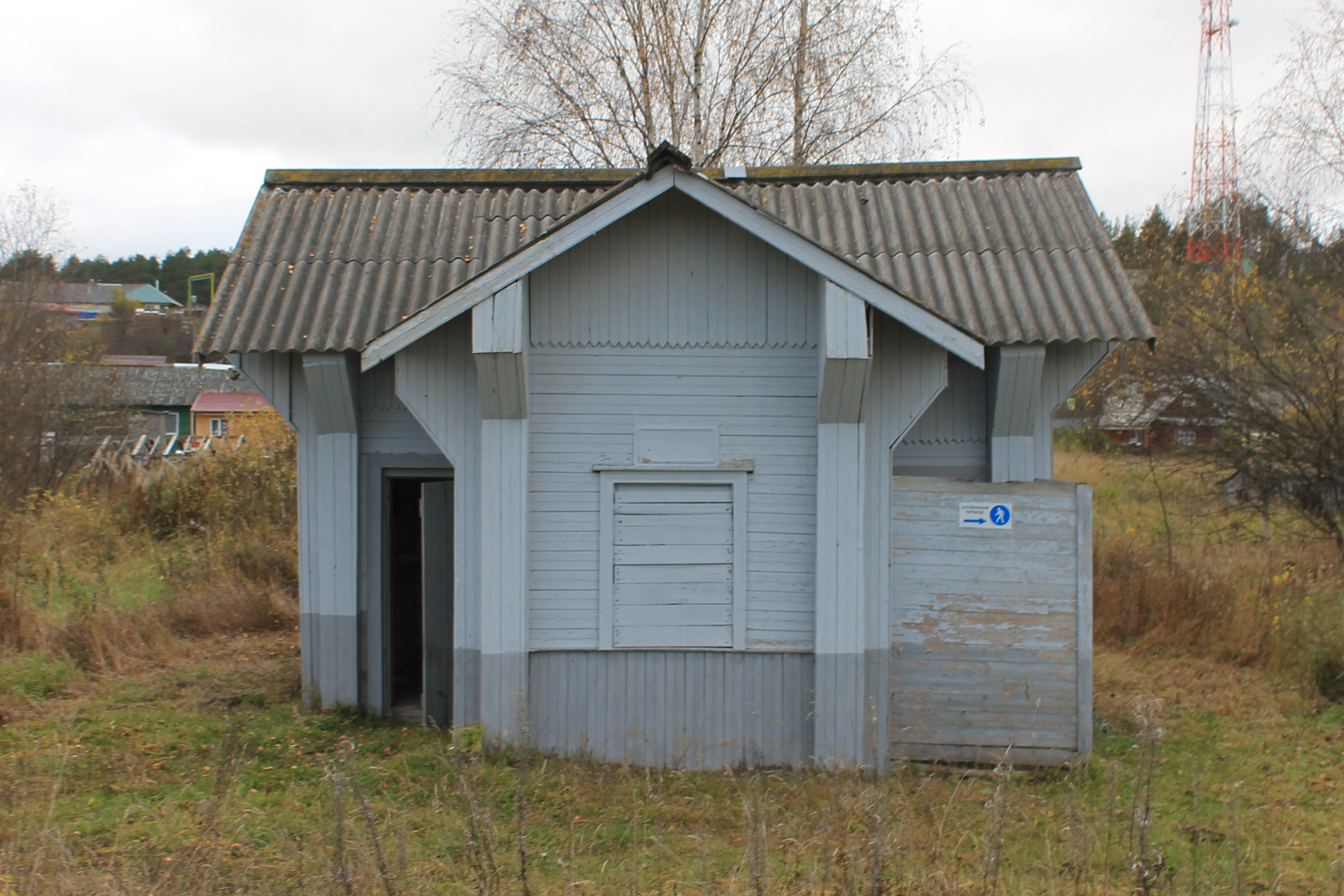
Туалет